# Liudmila Pútina
Liudmila Aleksàndrovna Pútina, rus: Людми́ла Алекса́ндровна Пу́тина, AFI [lʲʊdˈmʲiɫə ɐlʲɪkˈsandrəvnə ˈputʲɪnə] (de soltera Xkrébneva, rus: Шкре́бнева, pel segon matrimoni Otxerétnaia, rus: Очере́тная nascuda el 6 de gener de 1958 a Kaliningrad, RSFSR, URSS) és l'exesposa del president rus Vladímir Putin, amb qui va estar casada durant vora 30 anys. Fou la primera dama de Rússia del 2000 al 2008 i del 2012 al 2013.

## Primers anys i educació
Liudmila Aleksàndrovna Xkrébneva va néixer el 6 de gener de 1958 a Kaliningrad, a la família del treballador de la planta de reparació mecànica de Kaliningrad Aleksandr Avràmovitx (el seu patronímic de vegades apareix com a Abràmovitx (1925-2000) o Avràmovitx) Xkrébnev (Александр Абрамович Шкребнев o Александр Аврамович Шкребнев) i de la caixera d'una empresa de transport Iekaterina Tíkhonovna Xkrébnev.
El 1986, es va graduar a la Universitat Estatal de Leningrad amb una llicenciatura en filologia romànica i un diploma en castellà modern.

## Vida familiar

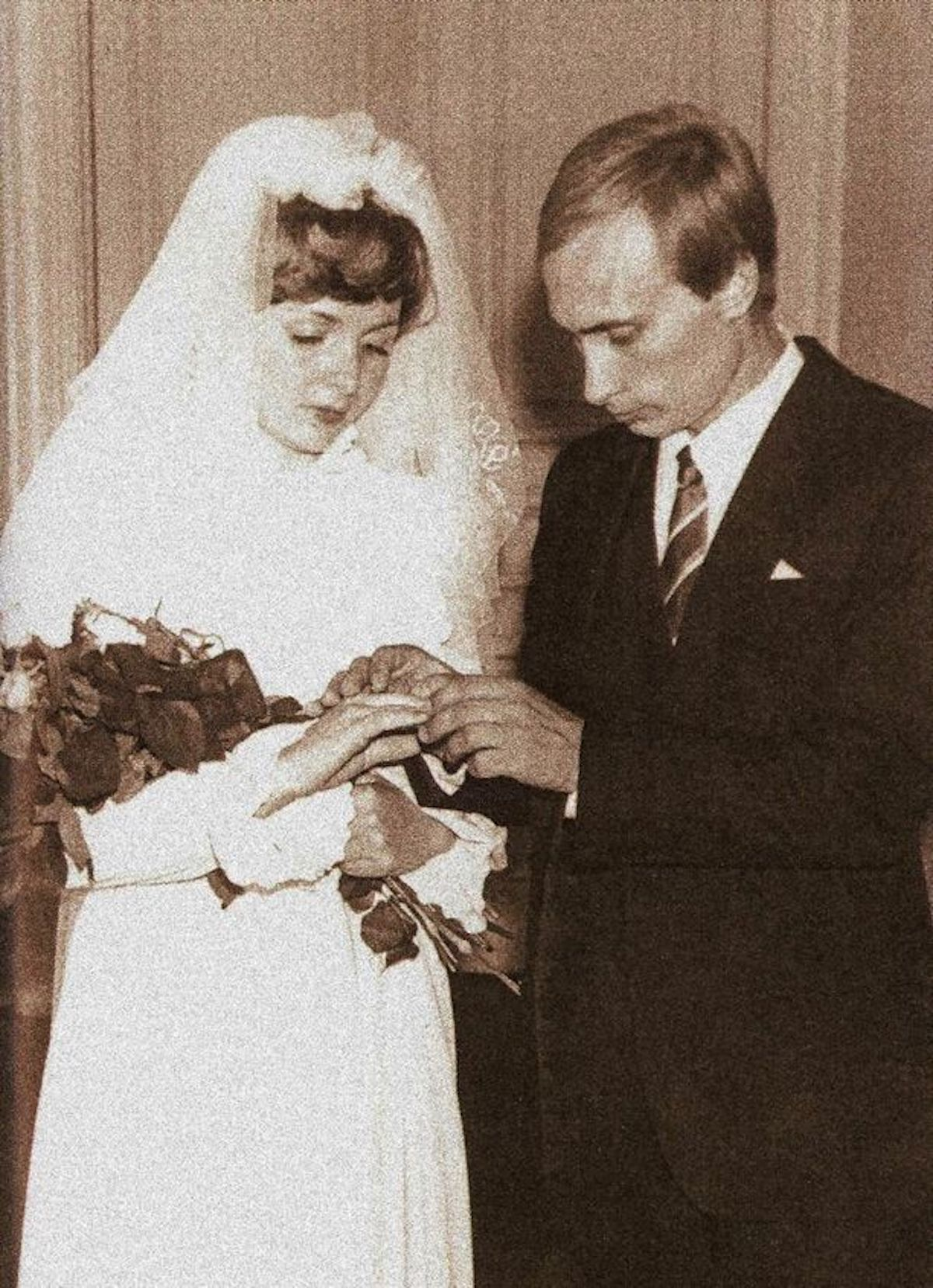
El casament dels Putin el 28 de juliol de 1983

Durant un temps, Liudmila treballà com a auxiliar de vol de la delegació de Kaliningrad d'Aeroflot. Va conèixer Vladímir Putin durant una actuació d'Arkadi Raikin a Leningrad,i es van casar el 28 de juliol de 1983. La parella va tenir dues filles, Maria (nascuda el 28 d'abril de 1985 a Leningrad, Unió Soviètica) i Iekaterina (Kàtia) (nascuda el 31 d'agost de 1986 a Dresden, Alemanya de l'Est).
Del 1990 al 1994, Lyudmila va ensenyar alemany al Departament de Formació de Professors de la Universitat Estatal de Leningrad. Durant uns quants anys abans del nomenament de Vladímir com a primer ministre de Rússia el 1999, fou representant de Moscou de l'empresa Telecominvest.

## Primera Dama

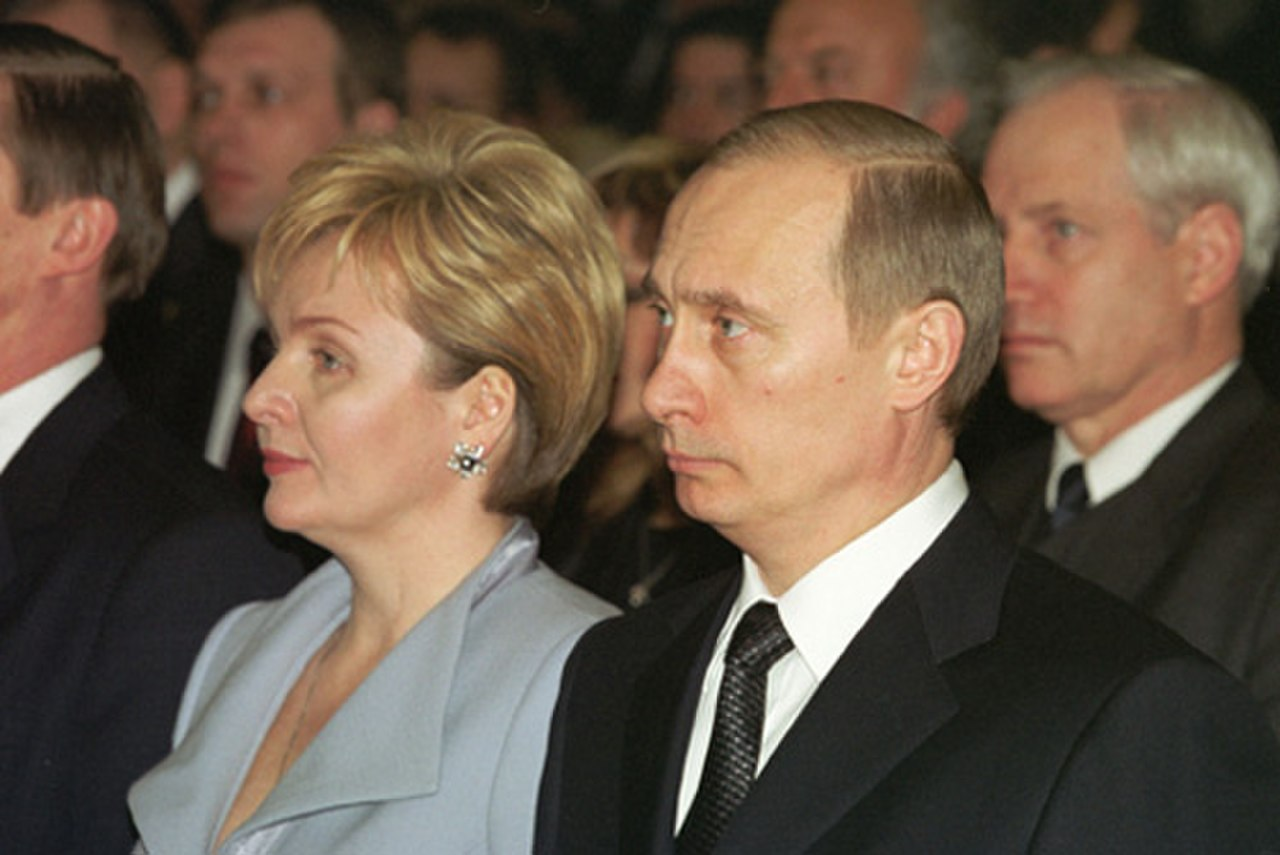
Vladímir Putin i Liudmila Pútina durant una vetllada de gala dedicada al Dia del Defensor de la Patria, 2002

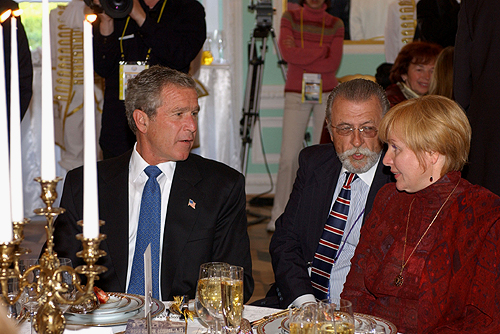
El president dels Estats Units, George W. Bush i Liudmila Pútina, al sopar oficial en honor dels caps d'estat i els seus cònjuges, arribats a Sant Petersburg per celebrar el 300è aniversari de la ciutat el 2003.

Després que Vladímir Putin arribés al poder, Liudmila va romandre a l'ombra del panorama polític rus, intentant evitar l'atenció innecessària (a excepció dels casos previstos en el protocol), i també va limitar el seu paper públic a rares declaracions en suport del seu marit.

### Paper sobre la controvèrsia ortogràfica
Com a primera dama, Liudmila Putina va ser comissària d'un fons que tenia l'objectiu de desenvolupar la llengua russa i de vegades va fer declaracions sobre l'ensenyament i la llengua russes. La seva preferència per "mantenir i preservar""la llengua russa la va portar a fer declaracions públiques contra la reforma ortogràfica. L'Acadèmia Russa de les Ciències va patrocinar una comissió per estudiar l'ortografia de la llengua russa i proposar canvis. Les seves recomanacions es van fer públiques el 2002 després de vuit anys de treball, però posteriorment van ser rebutjades per Pútina, que va utilitzar l'economia en expansió de Rússia com una de les seves raons per les quals la reforma ortogràfica no només era innecessària, sinó intempestiva. Tanmateix, tot i que un diari de Moscou va al·legar que "Liudmila Putina va cancel·lar de fet qualsevol intent de reforma de l'ortografia", el fet és que la reacció pública i acadèmica a les reformes va ser prou negativa per abandonar aquell intent particular de reforma.

## Divorci
El 6 de juny de 2013, Vladímir i Ludmila Putin van concedir conjuntament una entrevista durant una pausa de l'estrena del ballet La Esmeralda al Kremlin, i van anunciar públicament la finalització del seu matrimoni per mutu acord. L'1 d'abril de 2014, el portaveu presidencial, Dmitri Peskov, va confirmar que el divorci ja s'havia produït.
El gener de 2016, es va informar que Liudmila s'havia casat amb un home anomenat Artur Otxeretni a principis del 2015.
El 28 de març de 2017 Liudmila i Artur Otxeretni van ser vistos junts a l'aeroport londinenc de Heathrow.

## Controvèrsies
Segons Reuters, Liudmila Pútina controla el Centre per al Desenvolupament de Comunicacions Interpersonals (CDIC). Les oficines del CDIC es troben al centre de Moscou, al carrer Vozdvijenka de l'edifici abans conegut com a Casa Volkonski, propietat pròpia. L'edifici, que antigament pertanyia a l'avi de Lev Tolstoi, figurava al registre del patrimoni cultural rus, però va ser reconstruït completament el 2013, augmentant de dues plantes a quatre, malgrat nombroses objeccions i protestes de ciutadans de Moscou, incloent-hi una crida sense resposta a Vladimir Putin signada per 200 famoses personalitats científiques i culturals de la ciutat.
L'edifici està ocupat principalment per arrendataris comercials, inclosos VTB Bank, Sberbank, una empresa de construcció anomenada Severstroigroup, un restaurant de sushi i un Burger King. La renda total de l'edifici merita uns 3–4 milions de dòlars.
Els llogaters paguen la seva renda a una empresa coneguda com a Meridian, que al seu torn és propietat d'una empresa coneguda com a Intererservis, propietat íntegrament de Liudmila Aleksàndrovna Xkrébneva, que és el nom de soltera de Pútina. La germana de Pútina, Olga Aleksàndrovna Tsomàieva, abans era directora general d'Intererservis. Artur Otxretni, l'actual marit de Putina, presideix la junta directiva del CDIC.

## Honors i medalles
- Alemanya - Guardonada amb el Premi Jacob Grimm (2002)"[25]pel manteniment i la continuació de les tradicions centenàries d'aprenentatge de la llengua alemanya a Rússia".
- Plantilla:Country data Kirguizstan - Guardonada amb el premi "Rukhaniyat" de l'Associació Internacional per al Renaixement de l'Espiritualitat (2002)[25]
- Rússia - Guanyadora del concurs "Persones de l'any 2002" de "Komsomólskaia Pravda" en la categoria d'"educador de l'any" (2002)[26]
- Kazakhstan - professora honorària de la Universitat Nacional Euràsia Gumiliov (2005)[27]
- Kazakhstan - Medalla del guerrer daurat (2005)[25]
- Rússia - Ciutadana honorària de Kaliningrad (2007)[28]